# 白鳥玉季
白鳥 玉季（しらとり たまき、2010年〈平成22年〉1月20日 - ）は、日本の子役。東京都出身。トップコートに所属。

## 略歴
2011年、1歳の時に芸能活動を開始し、企業広告ポスターやCM、WEB広告などに出演する。
2016年度前期放送のNHK連続テレビ小説『とと姉ちゃん』でテレビドラマに初出演、続いて同年公開の『永い言い訳』で映画への初出演を果たす。
2018年公開の『アウト&アウト』では主演・遠藤憲一のバディ役を演じて舞台挨拶での落ち着きぶりが注目を集め、2019年7月期放送の『凪のお暇』（TBS）で演じた白石うらら役での大人顔負けの演技により脚光を浴びる。
2020年には、1月期放送の『テセウスの船』（TBS）で演じた佐野鈴役で実力派俳優とも対等に張りあう演技力が高評価を受け、同年公開の『mellow』『酔うと化け物になる父がつらい』『ステップ』と何れも繊細でやや大人びた早熟な女の子役を演じて存在感を発揮し、同年度前期放送のNHK連続テレビ小説『エール』への出演が反響を呼ぶなど、出演作が相次いでいる。
2022年7月、子役事務所スマイルモンキーを経てワタナベエンターテインメント系の事務所トップコートに移籍したことを発表。

## 人物
趣味は詩を書くこと、本を読むこと。
特技は笑顔、バランスボール。

## 出演

### テレビドラマ
- 連続テレビ小説（NHK）
  - とと姉ちゃん 第115話 - 第136話（2016年8月15日 - 9月8日） - 星野青葉 役
  - エール 第2話・第3話・最終話（2020年3月31日・4月1日・11月27日） - とみ（幼少期） 役[9][11]
- 特命指揮官 郷間彩香（2016年10月22日、フジテレビ）
- A LIFE〜愛しき人〜 第1話・第2話（2017年1月15日・22日、TBS） - 川本桜 役
- 真昼の悪魔 第2話（2017年2月11日、東海テレビ・フジテレビ系） - 京子 役
- 居酒屋ふじ 第4話（2017年7月30日、テレビ東京） - カナ 役
- ハロー張りネズミ 第8話（2017年9月1日、TBS） - 栗田朋美（幼少期） 役
- 民衆の敵〜世の中、おかしくないですか!?〜 第1話、第3話・第4話（2017年10月23日、11月6日・13日、フジテレビ） - 小川かのん 役
- フリンジマン〜愛人の作り方、教えます〜（2017年、テレビ東京） - 江戸川雷人の娘 役（スチール）
- 居酒屋ぼったくり 第8話（2018年6月2日、BS12 トゥエルビ） - ウメ（子供時代） 役
- ルームロンダリング 第3話・最終話（2018年11月19日・26日、MBS / 11月21日・28日、TBS） - 大野まくず（幼少期） 役
- 特捜9 season2 第4話（2019年5月1日、テレビ朝日） - 古関真由子（幼少期） 役
- 凪のお暇（2019年7月19日 - 9月20日、TBS） - 白石うらら 役[12]
- テセウスの船（2020年1月19日 - 3月22日、TBS） - 佐野鈴 役[7][13][14]
- 彼女が成仏できない理由（2020年9月12日 - 10月17日、NHK総合） - 川本絵里奈 役[15][16][17]
- 大河ドラマ（NHK）
  - 麒麟がくる 第25話 - （2020年9月27日 - ） - お岸 役[18]
  - どうする家康（2023年） - 茶々（幼少期） 役[19][20]
- 一億円のさようなら 第2話（2020年10月4日、NHK BSプレミアム・BS4K） - 生田沙那 役
- 極主夫道（2020年10月11日 - 12月13日、読売テレビ・日本テレビ） - 黒田向日葵 役[21]
  - 極主夫道 爆笑!カチコミSP（2022年5月27日、日本テレビ） [22]
- 春の呪い（2021年5月22日、テレビ東京） ‐ 立花夏美（11歳時） 役
- ラジエーションハウスII〜放射線科の診断レポート〜 第2話（2021年10月11日、フジテレビ） - 速川花恋 役[23]
- 岸辺露伴は動かない 第6話（2021年12月29日、NHK総合） - 大郷桐子 役[24]
- 椅子 第5話「まぼろしの」（2022年6月24日、WOWOW）- 千絵 役[25]
- 元彼の遺言状 第4話（2022年5月2日、フジテレビ） - 清宮希 役[26]
- 二十四の瞳（2022年8月8日、NHK BSプレミアム / BS4K）
- 0.5の男（2023年5月28日 - 6月25日、WOWOW） - 塩谷恵麻 役[27]
- いちばんすきな花（2023年10月12日 - 12月21日、フジテレビ） - 望月希子 役[28]
- スピーク・ロー 第4話「どっちの名字？」（2023年12月26日、NHK Eテレ） - 狩野真莉 役
- ユーミンストーリーズ 第3話「春よ、来い」（2024年3月18日 - 21日、NHK総合） - 上原多英 役[29]
- 水平線のうた（2025年3月1日・8日、NHK総合・NHK BSプレミアム4K） - 阿部りら 役[30]
- 明日はもっと、いい日になる 第4話（2025年7月28日、フジテレビ） - 石田葉月役[31][32]

### 配信ドラマ
- 御手洗家、炎上する（2023年7月13日、Netflix） - 村田杏子（少女期）役

### 映画
- 永い言い訳（2016年10月14日、アスミック・エース） - 大宮灯 役[33][34]
- 映画 妖怪ウォッチ 空飛ぶクジラとダブル世界の大冒険だニャン!（2016年12月17日、東宝） - 南海カナミ（幼少期） 役
- 銀魂2 掟は破るためにこそある（2018年8月17日、ワーナー・ブラザース映画）
- アウト&アウト（2018年11月16日、ショウゲート） - 黒木栞 役[5][35]
- mellow（2020年1月17日、関西テレビ放送・ポニーキャニオン） - 原田さほ 役[4][36]
- 酔うと化け物になる父がつらい（2020年3月6日、ファントム・フィルム） - 田所サキ（幼少期） 役
- ステップ（2020年7月17日、エイベックス・ピクチャーズ） - 武田美紀（6〜8歳） 役[37]
- すばらしき世界（2021年2月11日、ワーナー・ブラザース映画） - 西尾あゆみ 役
- 流浪の月（2022年5月13日、ギャガ） - 家内更紗（幼少期） 役[38]
- 極主夫道 ザ・シネマ（2022年6月3日、ソニー・ピクチャーズ エンタテインメント） - 黒田向日葵 役[39][40][41]
- からかい上手の高木さん（2024年5月31日、東宝） - 大関みき 役[42]
- アイミタガイ（2024年11月1日、ショウゲート）[43]
- 金髪（2025年11月21日公開予定、クロックワークス） - 板緑 役[44]

### 劇場アニメ
- 映画 ふしぎ駄菓子屋 銭天堂（2020年8月14日、東映） - 冬子 役[45]

### バラエティ
- LIFE!〜人生に捧げるコント〜「未放送コント鑑賞会“優しい人”」（2019年3月21日、NHK総合） - 風船を受け取る女の子 役
- デカ盛りハンター「超人気子役の夢 韓国マカロンを巨大化」（2020年4月3日、テレビ東京）
- 教えてもらう前と後（2020年6月2日・9日、MBS / TBS系） - VTR出演
- 逃走中〜真夏のハンターランド〜（2020年8月30日、フジテレビ）
- 逃走中〜こどもの日4時間SP〜（2021年5月5日、フジテレビ）
- I LOVE みんなのどうぶつ園（2021年6月26日、日本テレビ）
- 世界四大化計画〜Mr.ザッハトルテの野望〜（2021年8月16日、NHK総合）

### ラジオドラマ
- FMシアター「砂の声」（2019年11月16日、NHK-FM） - 瑞樹 役[46]
- FMシアター「あの子の風鈴」（2024年3月2日、NHK-FM）[47]

### CM
- 伊藤園 健康ミネラルむぎ茶「神輿」篇（2014年）
- NTT都市開発 Wellith「家族の思い出・笑顔」篇（2015年）
- セイバン 天使のはね「母親たちの支持」篇（2015年）
- レアジョブ「リビング」篇（2015年）
- 三菱電機 iNSTICK「掃除機だったの」篇（2015年）
- LIXIL「MADE By LIXIL トイレと睡眠」篇（2015年）
- ジャパネットたかた「Goods for you.」（2016年）
  - Goods for you. 「伝える」篇（2016年）
- ベネッセ こどもちゃれんじ「いろんな、できた!」篇（2016年）
- イトーヨーカドー「2016年クリスマス〜イトーヨーカドー〜（女の子ver.）」（2016年）
- 大塚製薬 オロナミンC「ハツラツタワーのある街」（2016年 - 2018年） - 藤野ミナ 役
  - 第1話「帰郷」篇（2016年）
  - 第2話「夢中」篇（2017年）
  - 第3話「開店」篇（2017年）
  - 第4話「夏祭」篇（2017年）
  - 第5話「行列」篇（2017年）
  - 第6話「一年」篇（2018年）
  - 第7話「神輿」篇（2018年）
- 全労済「人とくらしに寄り添う全労済」篇（2017年）
  - 「住まいる共済」篇（2017年）
- マース ジャパン アイムス「お散歩」篇（2017年）
- 江崎グリコ ビスコ「ずっと味方」篇（2017年）
- 東京ガス「家族の絆 似たもの親子」篇（2017年）
- NTT西日本「みらいパーク」篇（2018年）
- 雪印メグミルク スライスチーズ「パリパリスライス 逆再生レシピ」篇（2018年）
- ミツカン 企業ムービー「10年先の未来に向けたお約束」篇（2019年）
- 太陽ホールディングス 「宇宙少女　楽しんだもんがち」篇（2023年）
- 明治ホールディングス　meiji コーポレートCM 生乳「人、社会、地球の健康」篇（2025年）

### WEB
- コニカミノルタ WEBムービー「コニカミノルタIV『I am not alone.』」（2015年）
- 資生堂 ELIXIR ブランドムービー「きょうも、あしたも」（2015年）
- キヤノン iVIS「卒入園」篇（2016年）
- 東京ガス「家族の絆 CMの“きずな餃子”をおうちでつくろう!!」（2018年）
- JR東日本「旅して青森 恋して函館」（2019年）
- UNIQLO ユニクロ「LifeとWear」（2021年）

### VP
- 明治乳業「らくらくキューブ」（2011年）

### PV
- ボニーさんとブー「じいじのシンデレラ」（2016年10月24日）
- 並木瑠璃「花になる」（2020年1月22日）[注 1]
- 秦基博「在る」（2020年3月18日） - 武田美紀 役[48]

### スチール
- 中部電力 企業広告（2011年）
- ニチレイフーズ「笑顔の食卓」（2013年）
- ベネッセ「すっく」（2013年 - 2014年）
- 日立「洗濯機・衣類乾燥機」カタログ（2014年）
- ベネッセ「ほっぷ」（2014年）